# 祖雲尼
祖雲尼·迪巴遜·摩利西奧·高美斯（Geovanni Deiberson Maurício Gómez，1980年1月11日—），常稱祖雲尼（Geovanni），巴西足球運動員，司職進攻中場，曾效力高士路、FC巴塞隆拿、賓菲加、曼城及侯城。2010年8月16日以自由身加盟美國職業足球大聯盟球會聖荷西地震。

## 外部連結
- Geovanni profile on Hull City official website
- 足球数据库：祖雲尼的球员统计数据
- sambafoot
- （葡萄牙文） CBF